# توسیل آزید
توسیل آزید (به انگلیسی: Tosyl azide) یک ترکیب شیمیایی با شناسه پاب‌کم ۱۳۶۶۱ است. شکل ظاهری این ترکیب، مایع روغنی بی‌رنگ است.